# Rhaphidophora foraminifera
Rhaphidophora foraminifera là một loài thực vật có hoa trong họ Ráy (Araceae). Loài này được (Engl.) Engl. miêu tả khoa học đầu tiên năm 1908.